# Rumunki-Stara Wieś
Rumunki-Stara Wieś – wieś w Polsce położona w województwie mazowieckim, w powiecie sierpeckim, w gminie Rościszewo.
W latach 1975–1998 miejscowość administracyjnie należała do województwa płockiego.